# Piedmontblues
Piedmontblues (vroeger ook bekend als eastcoastblues) verwijst in de eerste plaats naar een gitaarstijl, de piedmont-fingerstyle, die wordt gekenmerkt door een fingerpicking-aanpak waarbij de duim een ritmische baslijn speelt terwijl de dunne snaren geplukt worden door de wijsvinger die de gesyncopeerde melodie speelt. Het resultaat is vergelijkbaar in klank met ragtime- of stridepianostijlen, waarin een basnoot met de linkerhand gevolgd wordt door een akkoord een octaaf hoger met de rechterhand.
De naam Piedmont (Italiaans voor voet van de bergen) is afkomstig van het gelijknamige gebied in de Verenigde Staten gelegen ten oosten van de bergketen van de Appalachen en begrensd door de Atlantische Kustvlakte.
De term piedmontblues werd bedacht door bluesauteur Peter B. Lowry, die zelf zijn collega folklorist Bruce Bastin als medebedenker noemt. De piedmontstijl onderscheidt zich van andere stijlen, met name van de deltabluesstijl uit Mississippi, door zijn op ragtime gebaseerde ritmes.

## Piedmontbluesmuzikanten

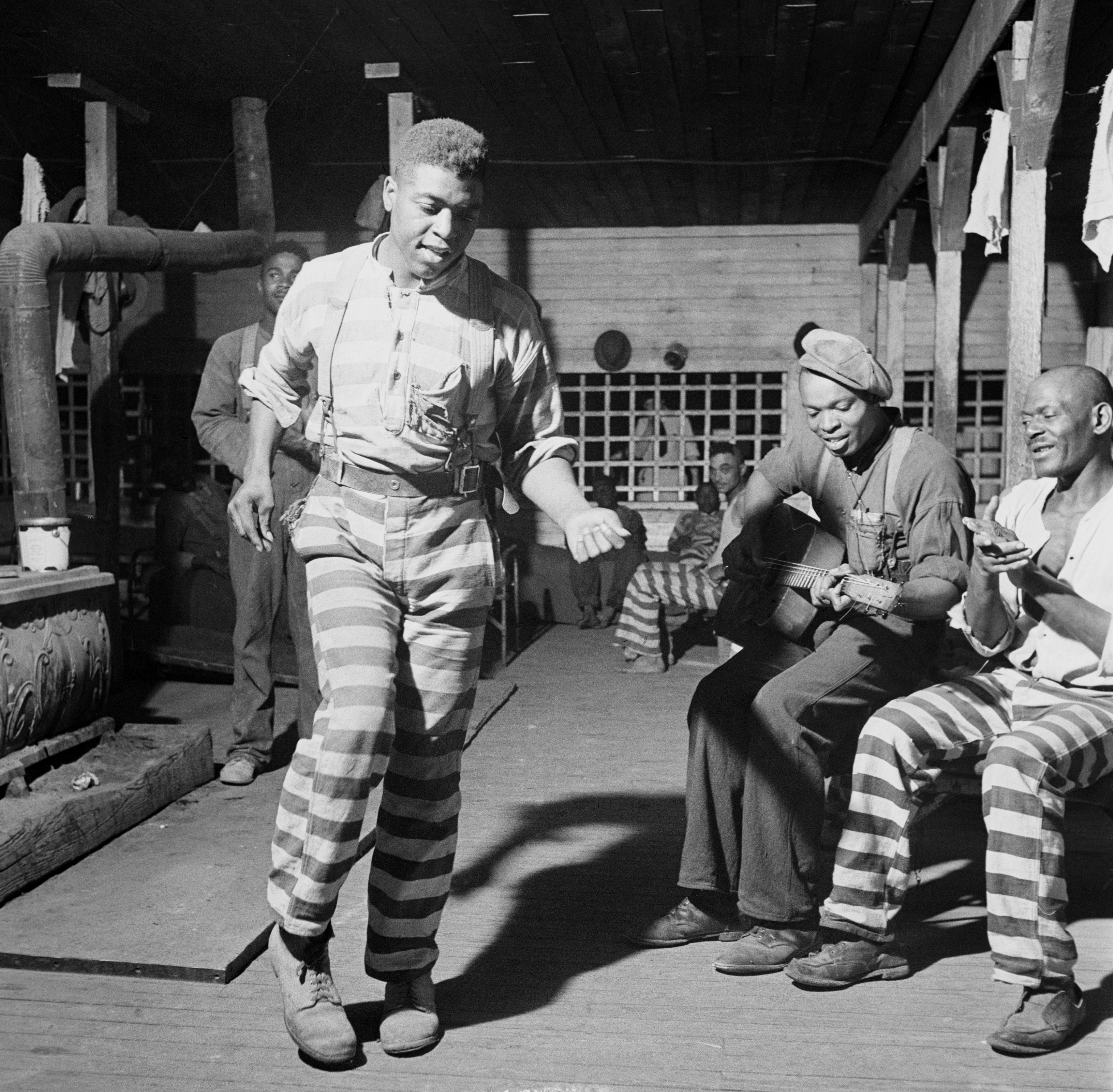
Buddy Moss in het Greene County Convict Camp

- Pink Anderson
- Etta Baker
- Barbecue Bob
- Blind Blake
- Cephas & Wiggins
- Elizabeth Cotten
- Floyd Council
- Reverend Gary Davis
- Blind Boy Fuller
- Peg Leg Howell
- Luke Jordan
- Carl Martin
- Brownie McGhee
- Blind Willie McTell
- William Moore
- Buddy Moss
- Bull City Red
- Lesley Riddle
- Bumble Bee Slim
- Drink Small
- Baby Tate
- Sonny Terry
- Willie Walker
- Curley Weaver
- Josh White
- Charlie Parr